# پال اسپارکس
پال اسپارکس (انگلیسی: Paul Sparks؛ زادهٔ ۱۶ اکتبر ۱۹۷۱) هنرپیشه اهل ایالات متحده آمریکا است. وی از سال ۱۹۹۸ میلادی تاکنون مشغول فعالیت بوده‌است.
از فیلم‌ها یا برنامه‌های تلویزیونی که وی در آن نقش داشته است، می‌توان به خانه پوشالی، امپراتوری بوردواک، شخص گمشده، سرقت ماشین‌ها و فضای مرکزی اشاره کرد.